# Ford Torino
Der Ford Torino war ein für den nordamerikanischen Markt von 1968 bis 1976 in drei Serien produzierter Mittelklassewagen des US-amerikanischen Autoherstellers Ford. Die höherwertigen Versionen trugen zeitweise den Namen Ford Gran Torino. In einigen Modelljahren bot Ford sportliche Versionen wie den Torino Cobra an, der auch bei Motorsportveranstaltungen Erfolge erzielte. Besondere Bekanntheit erreichte der Torino der dritten Serie durch seinen Einsatz in der US-amerikanischen Fernsehserie Starsky & Hutch.

## Modellgeschichte
Bezogen auf die amerikanischen Standards war der Torino in der Mittelklasse positioniert. Er war anfänglich eine Ableitung des Mittelklassemodells Ford Fairlane, wurde aber in den 1970er-Jahren zu einem eigenständigen Modell. Die Modellbezeichnung „Torino“ nimmt auf die italienische Großstadt Turin Bezug, die Henry Ford II für das „Detroit Italiens“ hielt. Dieser Name war einer der vielen ursprünglich für den Mustang vorgeschlagenen Namen, während er sich in der Entwicklung befand.

### Erste Serie (1968–1969)
Im Modelljahr 1968 präsentierte Ford eine neue Generation seiner Mittelklassemodelle. Sie waren seit 1961 unter der Bezeichnung Fairlane vermarktet worden. Ford behielt diesen Namen für die 1968 eingeführte Generation bei, beschränkte ihn nun aber auf die schwach ausgestatteten Versionen. Die hochwertigen Versionen erhielten ab 1968 die Bezeichnung Fairlane Torino.
Technisch und stilistisch waren der Fairlane und der Torino weitgehend identisch. Sie wurden als zweitüriges Coupé (Hardtop), zweitüriges Coupé mit Fließheck (Fastback), zweitüriges Cabrio (Convertible), sowie als viertürige Limousine (Sedan) und fünftüriger Kombi (Station Wagon) angeboten.

### Zweite Serie (1970–1971)
Der Torino wurde zu einem eigenständigen Modell. 1970 erhielt er eine neue Karosserie, die Technik blieb weitgehend unverändert.

### Dritte Serie (1972–1976)
Die dritte Serie des Torino wurde vollständig neu entwickelt. Anders als in den Jahren zuvor, hatte der Torino keine selbsttragende Karosserie mehr, sondern nutzte ein separates Chassis. Die Torinos der dritten Serie waren große, schwere Fahrzeuge, deren Dimensionen annähernd die Full-Size-Modelle erreichten, im Innenraum aber nicht mehr Platz aufwiesen als moderne Kompaktwagen. Sie wurden wegen ihrer verschwenderischen Konstruktionsweise in der Presse stark kritisiert und hatten es in der Zeit der Ölkrise schwer, Käufer zu finden.

## Ableitungen
- Die zum Ford-Konzern gehörende Mercury Division bot eine eigene Version des Torino unter der Bezeichnung Montego an; ein davon abgeleitetes Luxuscoupé wurde in den Modelljahren 1974 bis 1976 unter der Bezeichnung Mercury Cougar angeboten.

- Eine besondere Version des Ford Torino ist der Gran Torino Elite, ein von 1974 bis 1976 angebotenes Luxuscoupé, das weitgehend mit dem Mercury Cougar der Modelljahre 1974 bis 1976 identisch war und mit dem Chevrolet Monte Carlo und dem Chrysler Cordoba konkurrieren sollte.

- Fords Pick-Up-Reihe Ranchero beruhte von 1968 bis 1976 auf den jeweiligen Torino-Modellen.

- Nachfolger des Torino war der Ford LTD II. Beide Modelle waren technisch vollständig identisch; der LTD II erhielt lediglich eine neu gestaltete Karosserie.

## Beliebtheit
Auch wenn Muscle-Cars heutzutage eine sehr hohe Beliebtheit genießen, hat der Ford Torino erst sehr spät den Status vieler anderer Autos dieser Ära erreicht. Beispielsweise hatten ein Chevrolet Chevelle oder ein Plymouth Road Runner, verglichen mit einem ähnlich ausgestatteten Torino, lange eine wesentlich höhere Beliebtheit und einen deutlich höheren Wert. Auch unter Fans der Ford Motor Company war der Torino oft das „vergessene“ Modell. Die Aufmerksamkeit wird selbst heute noch eher auf den Mustang gelegt. Bekannt geworden ist das Fahrzeug durch die Fernsehserie Starsky & Hutch. Im Film Gran Torino (2008) von und mit Clint Eastwood spielt ein 1972er Gran Torino eine zentrale Rolle als begehrtes Symbol verloren gegangener amerikanischer Werte. Auch in der Filmkomödie The Big Lebowski ist ein Ford Torino das Fahrzeug des Protagonisten. Ebenso fährt Jason Statham einen 69er Torino in Wild Card.

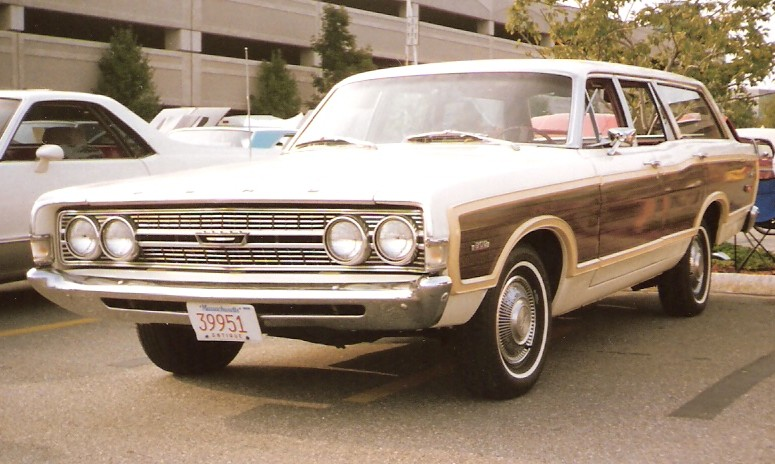
Ford Torino Squire (1968)
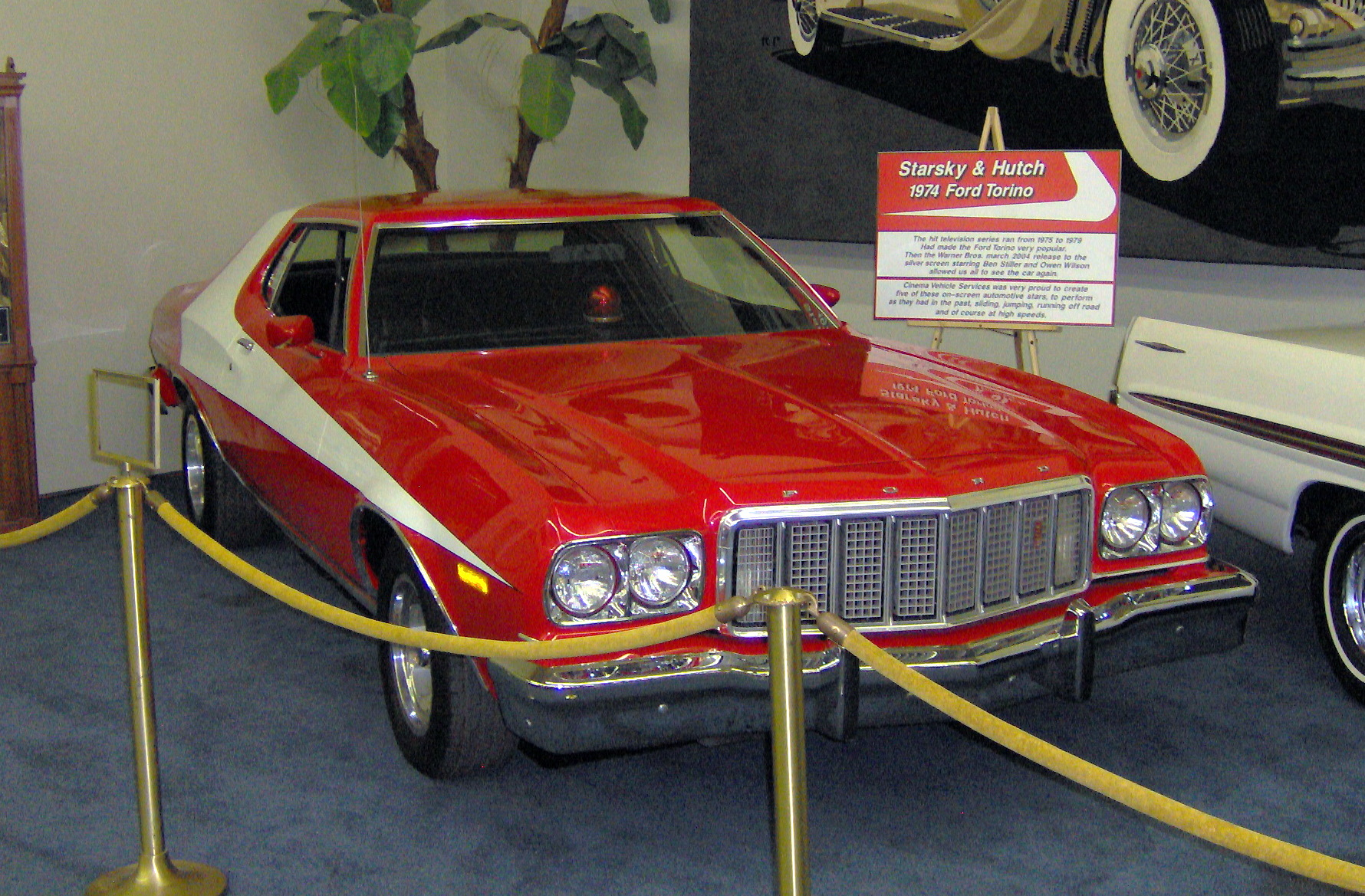
1974 Ford Gran Torino aus der Serie Starsky & Hutch
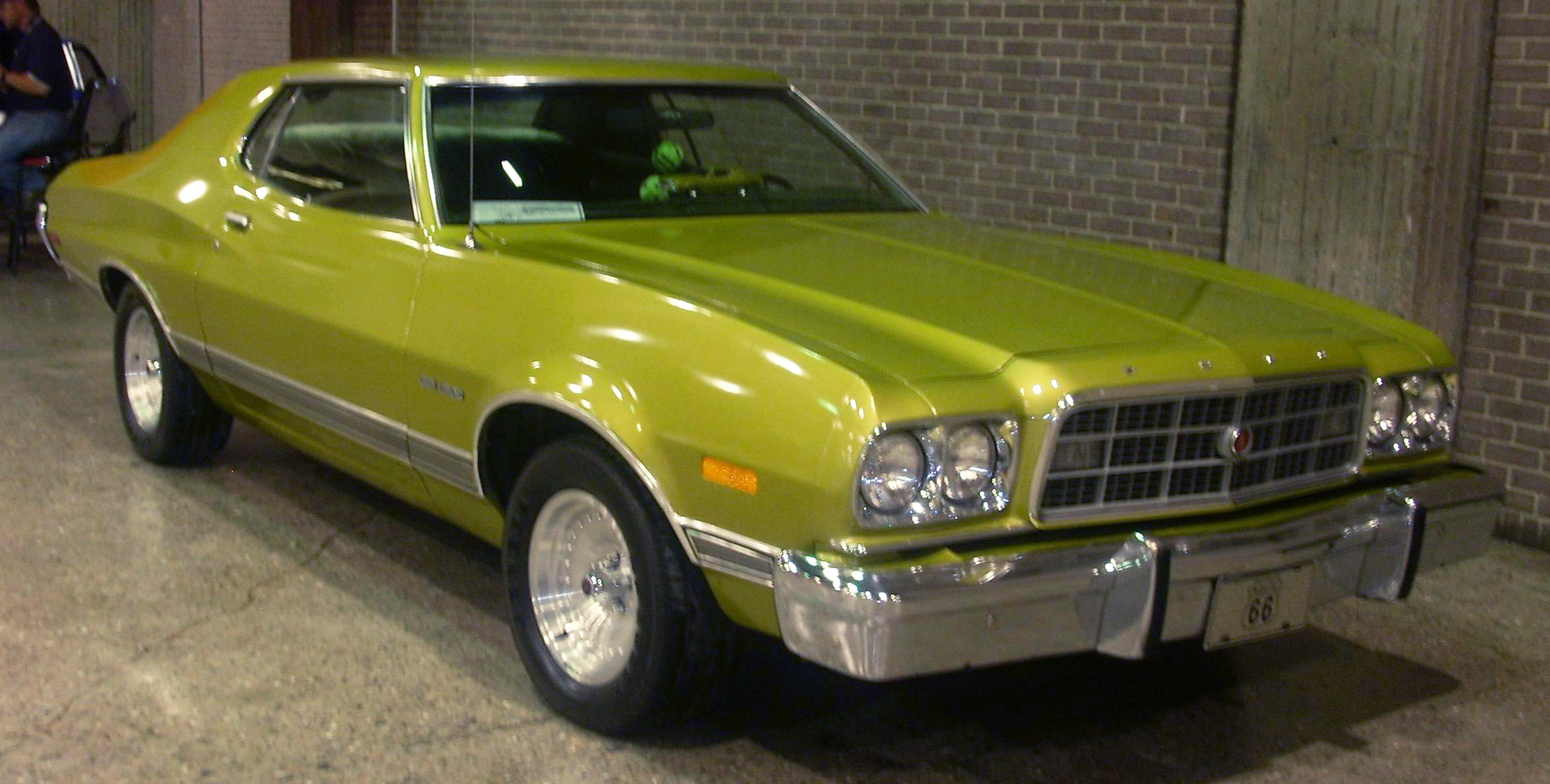
1973 Ford Torino des Jeff „The Dude“ Lebowski